# Dennis Lehane
Dennis Lehane (Dorchester, 4 agosto 1965) è uno scrittore, sceneggiatore e produttore televisivo statunitense.

## Biografia
Di origine irlandese, vive a Boston. Si è laureato in Scrittura creativa nel 1988 all'Eckerd College di St. Petersburg, e specializzato nella stessa materia alla Florida International University. Insegna Scrittura creativa avanzata all'Università di Harvard. Dopo avere ricevuto prestigiosi premi letterari, è considerato uno dei nuovi talenti del thriller statunitense.
La sua definitiva consacrazione giunge con il romanzo sul delicato tema della pedofilia La morte non dimentica (Mystic River, 2001), suo capolavoro assoluto: il romanzo è rimasto a lungo ai vertici di tutte le classifiche statunitensi e da esso il regista Clint Eastwood ne ha tratto il film Mystic River vincitore di 2 premi Oscar (Sean Penn come migliore attore protagonista e Tim Robbins come migliore attore non protagonista). Dopo il successo di questo film, altri due titoli di Lehane sono stati presi in considerazione per essere trasposti al cinema: Gone Baby Gone (tratto dal romanzo La casa buia), regia di Ben Affleck, e Shutter Island (dal romanzo L'isola della paura), regia di Martin Scorsese.
Il 23 settembre 2008 è uscito negli Stati Uniti il romanzo The Given Day pubblicato nel novembre 2009 da Piemme con il titolo Quello era l'anno. Dopo l'uscita di The Given Day Lehane è tornato nel 2010 alla serie di Kenzie-Gennaro con Moonlight Mile (in Italia edito sempre da Piemme, 2011). Nel 2012 pubblica Live by Night, continuazione di The Given Day, da cui è stato tratto il film La legge della notte diretto da Ben Affleck.

## Opere

### Serie di Patrick Kenzie ed Angela Gennaro
- Un drink prima di uccidere (A Drink Before The War, 1994), traduzione di Barbara Murgia, Casale Monferrato, Piemme, 2004, ISBN 978-88-384-8193-2.
- Buio prendimi per mano (Darkness, Take My Hand, 1996), traduzione di Luciana Crepax, Casale Monferrato, Piemme, 2001, ISBN 978-88-384-4992-5.
- Fuga dalla follia (Sacred, 1997), traduzione di Fabio Zucchella, Casale Monferrato, Piemme, 2006, ISBN 978-88-384-3333-7.
- La casa buia (Gone, Baby, Gone, 1998), traduzione di Francesco Chiari, Casale Monferrato, Piemme, 2003, ISBN 978-88-384-7205-3.
- Pioggia nera (Prayers For Rain, 1998), traduzione di Dario Fonti, Casale Monferrato, Piemme, 2000, ISBN 978-88-384-4735-8.
- Moonlight Mile (Moonlight Mile, 2010), traduzione di Gianna Lonza, Segrate, Piemme, 2011, ISBN 978-88-566-1714-6.

### Trilogia dei Coughlin
- Quello era l'anno (The Given Day, 2008), traduzione di Gianna Lonza, Segrate, Piemme, 2009, ISBN 978-88-566-0148-0.
- La legge della notte (Live by Night, 2012), traduzione di Stefano Bortolussi, Segrate, Piemme, 2013, ISBN 978-88-5663-054-1.
- Tutti i miei errori (World Gone By, 2015), traduzione di Mirko Zilahy, Milano, Longanesi, 2019, ISBN 978-88-304-4841-4.

### Romanzi autonomi
- La morte non dimentica (Mystic River, 2001), traduzione di Francesca Stignani, Casale Monferrato, Piemme, 2002, ISBN 978-88-384-7056-1.
- L'isola della paura (Shutter Island, 2003), traduzione di Chiara Bellitti, Casale Monferrato, Piemme, 2005, ISBN 978-88-384-8190-1.
- Chi è senza colpa (The Drop, 2014), traduzione di Stefano Bortolussi, Segrate, Piemme, 2015, ISBN 978-88-566-4391-6. [ novellizzazione ]
- Ogni nostra caduta (Since We Fell, 2017), traduzione di Alberto Pezzotta, Milano, Longanesi, 2017, ISBN 978-88-304-4840-7.
- Piccoli atti di misericordia (Small Mercies, 2023), traduzione di Alberto Pezzotta, Milano, Longanesi, 2023, ISBN 978-88-304-6077-5.

### Raccolte di racconti
- Coronado: Stories, 2006 [5 racconti]

#### Racconti
- "Until Gwen" (The Atlantic, Giugno 2004)
- "Animal Rescue" (2009), in: (a cura di) Boston Noir, 2009
- "Red Eye", in: "FaceOff" (2014), scritto con Michael Connelly, racconto con Harry Bosch, con Patrick Kenzie

### Teatro
- Coronado, 2005

## Filmografia

### Sceneggiatore

#### Cinema
- Chi è senza colpa (The Drop), regia di Michaël R. Roskam (2014)

#### Televisione
- The Wire – serie TV, episodi 3x03-4x04-5x08 (2004-2008)
- Boardwalk Empire - L'impero del crimine (Boardwalk Empire) – serie TV, episodio 4x02 (2009)
- Mr. Mercedes – serie TV, 8 episodi (2017-2018)
- The Outsider – miniserie TV, 2 puntate (2020)
- Black Bird – miniserie TV, 5 puntate (2022)
- Smoke - Tracce di fuoco (Smoke) – miniserie TV, 5 puntate (2025)

### Produttore esecutivo

#### Cinema
- Shutter Island, regia di Martin Scorsese (2010)
- Chi è senza colpa (The Drop), regia di Michaël R. Roskam (2014)
- La legge della notte (Live by Night), regia di Ben Affleck (2016)

#### Televisione
- Mr. Mercedes – serie TV, 20 episodi (2017-2018)
- The Outsider – miniserie TV, 9 puntate (2020)
- Black Bird – miniserie TV, 6 puntate (2022)
- Smoke - Tracce di fuoco (Smoke) – miniserie TV, 9 puntate (2025)

## Adattamenti cinematografici delle sue opere
- 2003 – Mystic River, tratto dal romanzo La morte non dimentica
- 2007 – Gone Baby Gone, tratto dal romanzo La casa buia
- 2009 – Shutter Island, tratto dal romanzo L'isola della paura
- 2014 – Chi è senza colpa, tratto dal racconto Animal Rescue (pubblicato in Boston Noir)
- 2016 – La legge della notte, tratto dall'omonimo romanzo

## Premi letterari
- Nel 1998 vince il Premio Nero Wolfe con Fuga dalla follia
- Nel 1999 vince il Premio Barry per il miglior romanzo con La casa buia
- Nel 1999 vince il Premio Dilys con La casa buia
- Nel 2002 vince il Premio Barry per il miglior romanzo con La morte non dimentica
- Nel 2002 vince il Premio Dilys con La morte non dimentica
- Nel 2002 vince l'Anthony Award con La morte non dimentica
- Nel 2013 vince l'Edgar Award con La legge della notte
- Nel 2014 vince il Premio del jurado al mejor guión al Festival internazionale del cinema di San Sebastián con Chi è senza colpa